# Chilahuala
Chilahuala (auch Puerto Chilahuala) ist eine Ortschaft im Departamento La Paz im südamerikanischen Andenstaat Bolivien.

## Lage im Nahraum
Chilahuala liegt in der Provinz Gualberto Villarroel und ist der drittgrößte Ortschaft des Municipio San Pedro de Curahuara. Die Ortschaft liegt auf einer Höhe von 3771 m an einem Flussübergang über den Río Desaguadero, der den Titicacasee mit dem Poopó-See verbindet.

## Geographie
Chilahuala liegt auf dem bolivianischen Altiplano zwischen den Anden-Gebirgsketten der Cordillera Occidental im Westen und der Cordillera Central im Osten. Das Klima der Region ist ein typisches Tageszeitenklima, bei dem die mittlere Schwankung der Tag- und Nachttemperaturen deutlicher ausfällt als die der jahreszeitlichen Schwankungen.
Die Jahresdurchschnittstemperatur der Region liegt bei 8 bis 9 °C (siehe Klimadiagramm Callapa), die Monatswerte schwanken nur unwesentlich zwischen 5 °C im Juli und gut 10 °C von November bis März. Der Jahresniederschlag beträgt knapp 400 mm, die Monatsniederschläge liegen zwischen unter 10 mm in den Monaten Mai bis August und bei 100 mm im Dezember.

## Verkehrsnetz
Chilahuala liegt in einer Entfernung von 148 Straßenkilometern südlich von La Paz, der Hauptstadt des gleichnamigen Departamentos.
Von La Paz aus führt die asphaltierte Nationalstraße Ruta 2 bis El Alto, von dort die Ruta 1 in südlicher Richtung als Asphaltstraße bis Patacamaya, anschließend die Ruta 4 in südwestlicher Richtung bis Cañaviri. Von dort aus gelangt man auf einer Asphaltstraße nach Süden über Umala nach Toloma und weiter auf einer unbefestigten Piste nach Chilahuala und nach weiteren 37 Kilometern in südwestlicher Richtung San Pedro de Curahuara, den Verwaltungssitz der Provinz.

## Bevölkerung
Die Einwohnerzahl der Siedlung war in den vergangenen beiden Jahrzehnten deutlichen Schwankungen unterworfen:
| Jahr | Einwohner | Quelle       |
| ---- | --------- | ------------ |
| 1992 | 131       | Volkszählung |
| 2001 | 220       | Volkszählung |
| 2012 | 149       | Volkszählung |
| 2024 |           | Volkszählung |

Die Region weist einen hohen Anteil an Aymara-Bevölkerung auf, im Municipio San Pedro de Curahuara sprechen 96,8 Prozent der Bevölkerung Aymara.